# Phare de St John's Point
Le phare de St. John's Point est un phare situé sur une péninsule en baie de Donegal entre le port de Killybegs et l'île de Rotten Island dans le Comté de Donegal (Irlande). Il est géré par les Commissioners of Irish Lights (CIL).
Il ne faut pas le confondre avec le phare de St John's Point du Comté de Down.

## Histoire
Les autorités du port de Dublin ont reçu le 24 février 1825, signée par les commerçants de Killybegs, une demande pour avoir lumière sur la péninsule de St John's Point. Trinity House a accordé cette demande de construction pour guider la navigation vers le port de Killybegs et Donegal en baie de Donegal.
C'est une tour ronde en maçonnerie de 14 m de haut, avec grande lanterne occupée par une optique à lentille de Fresnel et galerie, peinte en blanc. Le feu a été mis en service le 4 novembre 1831 et la construction a été conçue par l'ingénieur George Halpin et réalisée par ses services. C'était une lumière fixe catoptrique de premier ordre à 30 m au-dessus de l'eau, avec une visibilité par temps clair de 14 milles. Cette lumière a duré un peu plus de 100 ans puis elle a été changée en réfracteur cylindrique de premier ordre avec un brûleur à acétylène. En 1962, la lumière a été reconvertie à l'électricité à l'aide d'un générateur diesel. La durée du flash a été réduite de 2 secondes à 1,5 seconde le 1er février 1965. La station a été convertie en opération automatique non surveillée à partir du 30 novembre 1932.
Ce phare est l'un des douze plus grands phares d'Irlande. Il est situé à l'extrémité de la péninsule et est accessible par une route rurale. Les maisons de gardien d'un étage et bâtiments annexes sont entourés par un mur en pierre. Les maisons de deux gardien ont été rénovées en 2016 et sont disponibles pour des logements de tourisme. Le phare n'est pas visitable.